# Крутій Катерина Леонідвіна
Катери́на Леоні́дівна Круті́й (нар. 15 грудня 1960 року, смт Октябрське, Крим) — педагог, доктор педагогічних наук (2005), професор (2006).

## Біографічні дані
Народилася 15 грудня 1960 року в Октябрському Красногвардійського району в Криму.
У 1986 році закінчила Бердянський, та у 1989 році Слов'янський педагогічний інститут. З 1993 року працює — у Запорізькій обласній академії післядипломної педагогічної освіти: з 1996 — заступник директора, з 2007 — проректор з наукової роботи, водночас з 2000 — завідувач кафедри дошкільної та початкової освіти.
З 2015 року — професор кафедри педагогіки та методики початкової і дошкільної освіти Інституту педагогіки і психології Тернопільського національного педагогічного університету імені В. Гнатюка.

## Наукова робота
Проводить наукові дослідження методики навчання мови та розвитку мовлення дітей дошкільного віку, управління дошкільними навчальними закладами. Співукладачка словника-довідника «Дошкільна освіта» (З., 2010). Головний редактор журналу «Дошкільна освіта» (з 2003 року).
Авторка понад 350 наукових праць, сережд яких статті, методичні посібники з грифом МОН, хрестоматії, словники-довідники, програми, методичні рекомендації, монографії з проблем дошкільної освіти тощо.

### Основні праці
За ЕСУ:
- Методика проведення індивідуальних занять з мовленнєвопасивними дітьми дошкільного віку. — 2003;
- Діагностика мовленнєвого розвитку дітей дошкільного віку. — 2005;
- Сучасне заняття в дошкільному навчальному закладі: традиції чи інновації? — 2009;
- Освітній простір дошкільного навчального закладу: В 2 ч. — 2009 (усі — Запоріжжя).[2]